# Andé
Pour les articles homonymes, voir Ande.
Andé est une commune française située dans le département de l'Eure, en région Normandie.

## Géographie

### Localisation
Andé est située sur la rive droite de la Seine, à mi-chemin entre Paris et Le Havre et à mi-chemin entre Rouen et Évreux. Elle est également proche d'une forêt qui porte son nom.
| Val-de-Reuil            | Porte-de-Seine (comm. dél. de Porte-Joie) | Herqueville |
| Saint-Pierre-du-Vauvray | Andé                                      | Muids       |
| Vironvay                | Muids                                     |             |

### Hydrographie
La commune est située dans le bassin Seine-Normandie. Elle est drainée par la Seine, un bras de la Seine et divers autres petits cours d'eau.

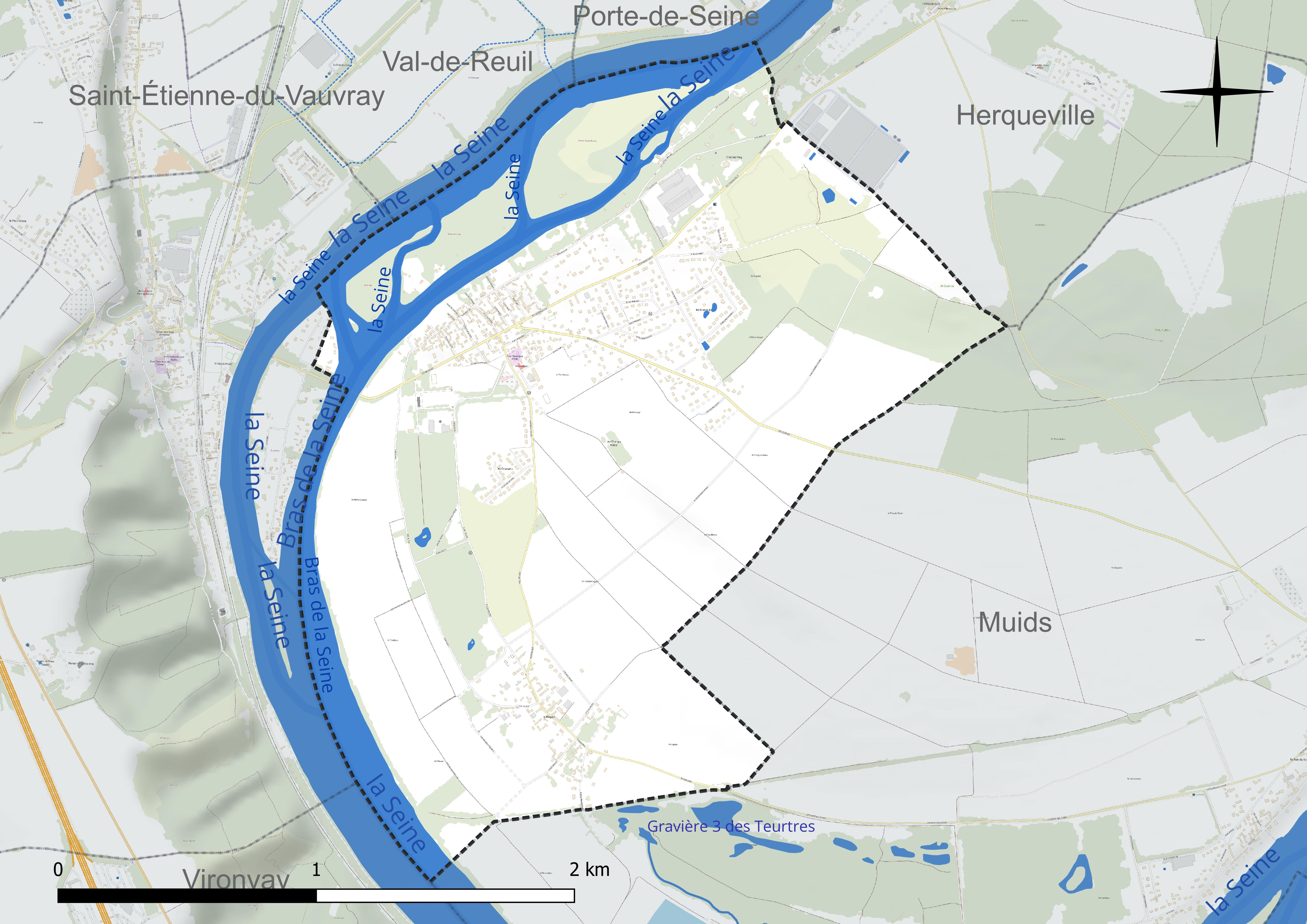
Réseau hydrographique d'Andé.

### Climat
Pour des articles plus généraux, voir Climat de la Normandie et Climat de l'Eure.
En 2010, le climat de la commune est de type climat océanique dégradé des plaines du Centre et du Nord, selon une étude du CNRS s'appuyant sur une série de données couvrant la période 1971-2000. En 2020, Météo-France publie une typologie des climats de la France métropolitaine dans laquelle la commune est exposée à un climat océanique et est dans la région climatique Côtes de la Manche orientale, caractérisée par un faible ensoleillement (1 550 h/an) ; forte humidité de l’air (plus de 20 h/jour avec humidité relative > 80 % en hiver), vents forts fréquents. Parallèlement le GIEC normand, un groupe régional d’experts sur le climat, différencie quant à lui, dans une étude de 2020, trois grands types de climats pour la région Normandie, nuancés à une échelle plus fine par les facteurs géographiques locaux. La commune est, selon ce zonage, exposée à un « climat des plateaux abrités » correspondant aux plaines agricoles de l’Eure, avec une pluviométrie beaucoup plus faible que dans la plaine de Caen en raison du double effet d’abri provoqué par les collines du Bocage normand et par celles qui s’étendent sur un axe du Pays d'Auge au Perche.
Pour la période 1971-2000, la température annuelle moyenne est de 11,1 °C, avec  une amplitude thermique annuelle de 14,3 °C. Le cumul annuel moyen de précipitations est de 727 mm, avec 11,5 jours de précipitations en janvier et 8 jours en juillet. Pour la période 1991-2020, la température moyenne annuelle observée sur la station météorologique la plus proche, située sur la commune de Muids à 4 km à vol d'oiseau, est de 12,0 °C et le cumul annuel moyen de précipitations est de 609,1 mm,. Pour l'avenir, les paramètres climatiques de la commune estimés pour 2050 selon différents scénarios d’émission de gaz à effet de serre sont consultables sur un site dédié publié par Météo-France en novembre 2022.

## Urbanisme

### Typologie
Au 1er janvier 2024, Andé est catégorisée commune rurale à habitat dispersé, selon la nouvelle grille communale de densité à 7 niveaux définie par l'Insee en 2022.
Elle est située hors unité urbaine. Par ailleurs, la commune fait partie de l'aire d'attraction de Louviers dont elle est une commune de la couronne,. Cette aire, qui regroupe 44 communes, est catégorisée dans les aires de 50 000 à moins de 200 000 habitants,.

### Occupation des sols
L'occupation des sols de la commune, telle qu'elle ressort de la base de données européenne d’occupation biophysique des sols Corine Land Cover (CLC), est marquée par l'importance des territoires agricoles (48,5 % en 2018), en augmentation par rapport à 1990 (45,8 %). La répartition détaillée en 2018 est la suivante : 
terres arables (42,7 %), zones urbanisées (20,3 %), forêts (20,1 %), eaux continentales (11,1 %), prairies (5,8 %). L'évolution de l’occupation des sols de la commune et de ses infrastructures peut être observée sur les différentes représentations cartographiques du territoire : la carte de Cassini (XVIIIe siècle), la carte d'état-major (1820-1866) et les cartes ou photos aériennes de l'IGN pour la période actuelle (1950 à aujourd'hui).

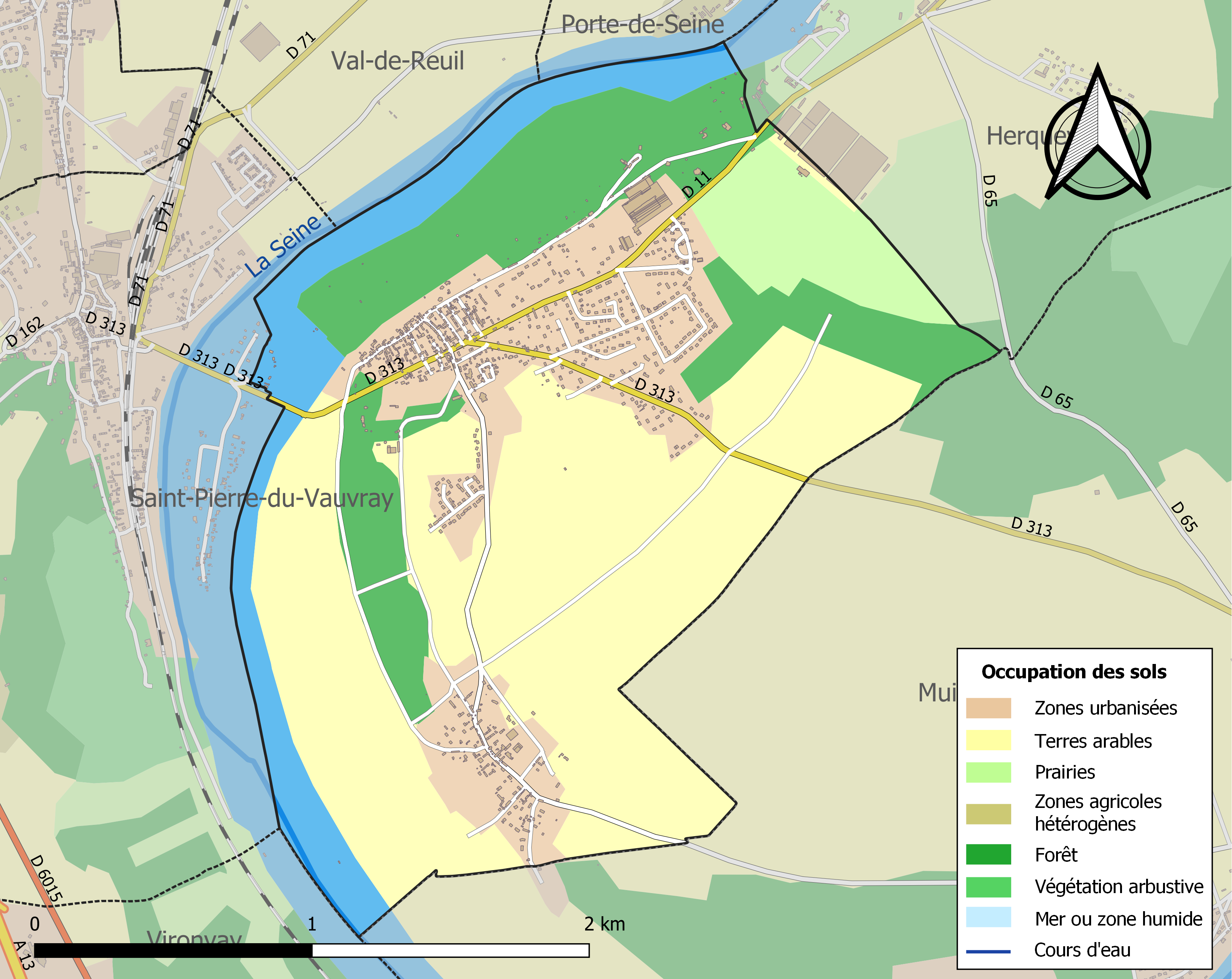
Carte des infrastructures et de l'occupation des sols de la commune en 2018 (CLC).

## Toponymie
Le village attesté sous les formes Andiacom et Andiacum au IXe siècle (chartes de Charlemagne et de Louis le Débonnaire) au IXe siècle; Andet vers 1136; Andeio, Andeicum en 1207 (charte du monastère des Deux-Amants); Notre-Dame d'Andé en 1419 (Archives nationales); Ondey en 1738 (Saas).
Andé est vraisemblablement une formation toponymique gauloise contenant l'élément And- (également ande-, ando-), particule intensive que l'on retrouve fréquemment dans les noms de lieux celtiques, (cf. notamment Anderitum, Ambenay, etc.), suivi des suffixes -ate (cf. *Lerate > Léry ou Condate > Condé) ou *-ācon de localisation. Pour le linguiste Jacques Lacroix, on a affaire à un ancien composé gaulois *Andāco, ayant désigné un « Établissement du Bas » (du territoire). Ce lieu se situe à l'extrémité sud de l'ancien territoire des Véliocasses.

## Histoire
Andé est à l'origine un village composé de maisons à charpente de chêne et aux toits de chaume, jusqu'à ce que l'on commence à utiliser davantage la pierre calcaire, la brique, la tuile et l'ardoise.
De la rue principale partent des sentes (que l'on trouve encore aujourd'hui) qui d'un côté descendent vers la Seine, et de l'autre côté conduisent à l'intérieur des champs dans lesquels on pratiquait certainement les cultures du blé et du seigle pour le pain, de l'avoine et de l'orge pour le bétail et les chevaux.
La partie des terres de culture la plus proche des maisons était couverte de jardins et de vignes. Sur un plan de 1752, une partie de la route principale s'appelait, d'ailleurs, "Le sentier traversant les vignes".
Comme dans toute la vallée de la Seine, il y avait aussi beaucoup de pommiers (en 1870, 1 600 pommiers à cidre), pruniers et des champs entiers de cerisiers. La présence d'artisans vanniers s'explique par le commerce de fruits avec les villes voisines, notamment Louviers et Rouen.

## Politique et administration

### Liste des maires
| Période                                  | Période  | Identité                                 | Étiquette | Qualité                         |
| ---------------------------------------- | -------- | ---------------------------------------- | --------- | ------------------------------- |
|                                          |          | Jean Jacques Desportes (1755-1823)       |           | Laboureur cultivateur           |
| Les données manquantes sont à compléter. |          |                                          |           |                                 |
|                                          |          | Louis Joseph Amédée Margotte (1817-1890) |           | Meunier, marchand de nouveautés |
| Les données manquantes sont à compléter. |          |                                          |           |                                 |
| vers 1899                                |          | Joseph Frédéric Margotte                 |           |                                 |
| Les données manquantes sont à compléter. |          |                                          |           |                                 |
| vers 1920                                |          | Noël Devé                                |           |                                 |
| Les données manquantes sont à compléter. |          |                                          |           |                                 |
| 1947                                     |          | Nicaise                                  |           |                                 |
| mars 2001                                | En cours | Jean-Marc Moglia                         | DVD       | Cadre supérieur                 |

## Démographie
Le village aurait compté environ 140 habitants au XIIIe siècle.
L'évolution du nombre d'habitants est connue à travers les recensements de la population effectués dans la commune depuis 1793. Pour les communes de moins de 10 000 habitants, une enquête de recensement portant sur toute la population est réalisée tous les cinq ans, les populations de référence des années intermédiaires étant quant à elles estimées par interpolation ou extrapolation. Pour la commune, le premier recensement exhaustif entrant dans le cadre du nouveau dispositif a été réalisé en 2008.

En 2022, la commune comptait 1 324 habitants, en évolution de +1,3 % par rapport à 2016 (Eure : −0,25 %, France hors Mayotte : +2,11 %).
| 1793 | 1800 | 1806 | 1821 | 1831 | 1836 | 1841 | 1846 | 1851 |
| ---- | ---- | ---- | ---- | ---- | ---- | ---- | ---- | ---- |
| 378  | 364  | 367  | 418  | 435  | 434  | 434  | 445  | 431  |

| 1856 | 1861 | 1866 | 1872 | 1876 | 1881 | 1886 | 1891 | 1896 |
| ---- | ---- | ---- | ---- | ---- | ---- | ---- | ---- | ---- |
| 418  | 420  | 445  | 435  | 442  | 421  | 416  | 404  | 412  |

| 1901 | 1906 | 1911 | 1921 | 1926 | 1931 | 1936 | 1946 | 1954 |
| ---- | ---- | ---- | ---- | ---- | ---- | ---- | ---- | ---- |
| 391  | 406  | 410  | 410  | 387  | 392  | 367  | 344  | 320  |

| 1962 | 1968 | 1975 | 1982 | 1990 | 1999 | 2006  | 2008  | 2013  |
| ---- | ---- | ---- | ---- | ---- | ---- | ----- | ----- | ----- |
| 335  | 405  | 599  | 667  | 966  | 996  | 1 043 | 1 057 | 1 162 |

| 2018  | 2022  | - | - | - | - | - | - | - |
| ----- | ----- | - | - | - | - | - | - | - |
| 1 302 | 1 324 | - | - | - | - | - | - | - |

## Culture locale et patrimoine

### Lieux et monuments
La commune d'Andé compte un édifice inscrit et classé au titre des monuments historiques :
- Le moulin (XVe, XVIIIe et XXe siècles)  Inscrit MH (1995)  Classé MH (1995)[24]. Construit en 1195 sur un bras de la Seine, puis réédifié au XVe et modifié au XVIIIe siècle, le moulin d'Andé est un spécimen de moulin à roue pendante du département. Le parc attenant  Inscrit MH (2008) détient le label « Patrimoine du XXe siècle » [25].

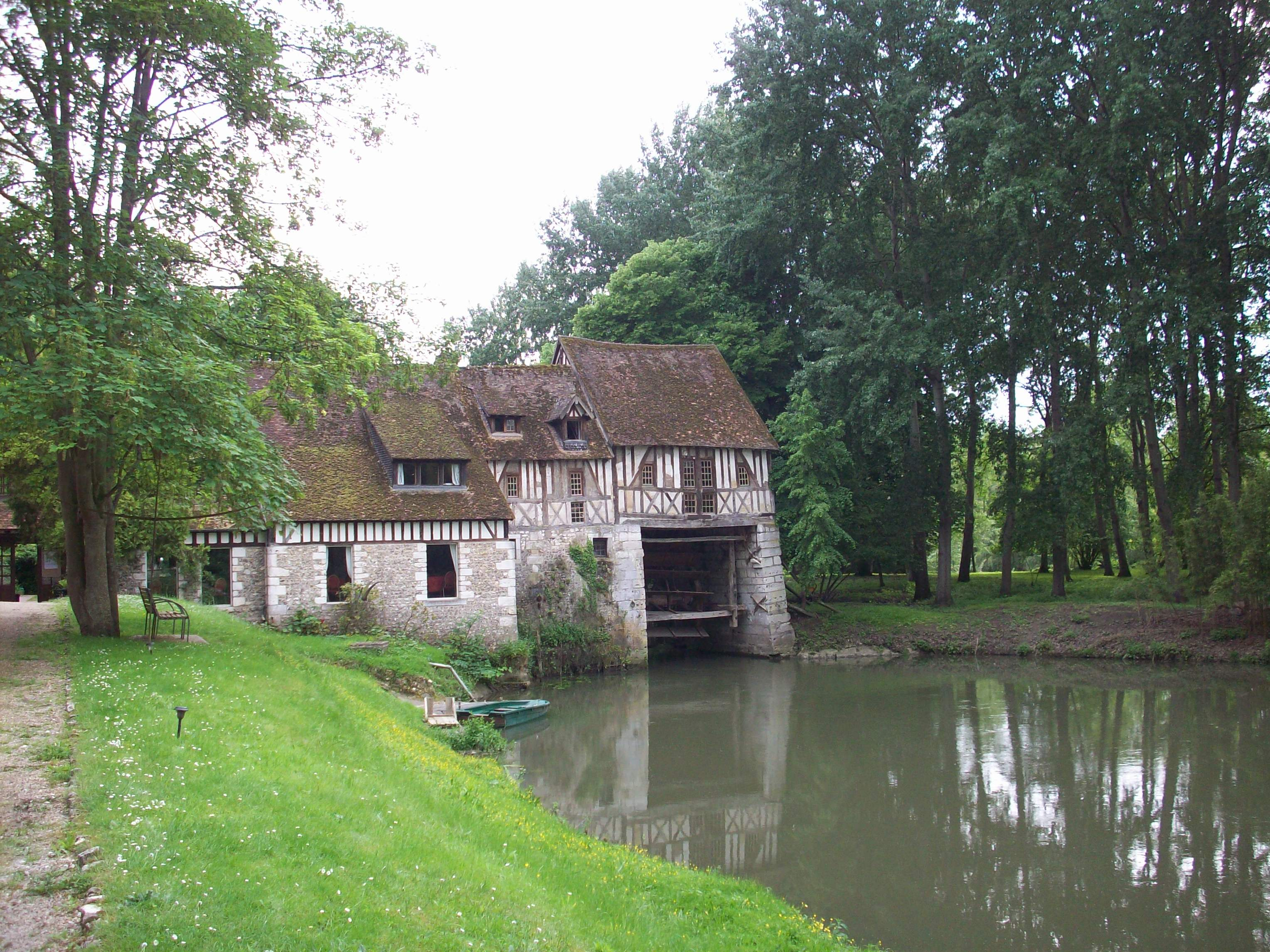
Le moulin d'Andé.
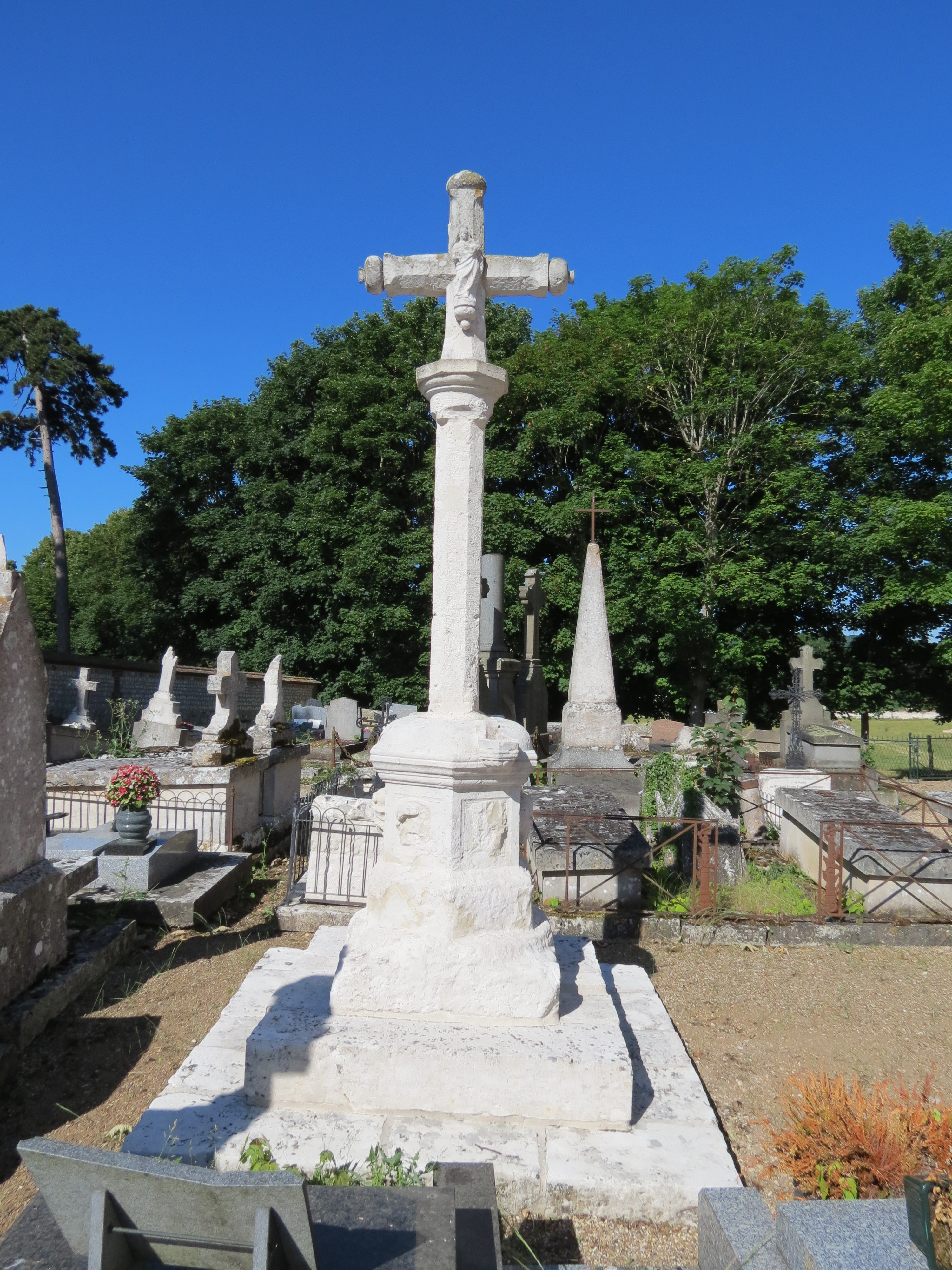
La croix hosannière.
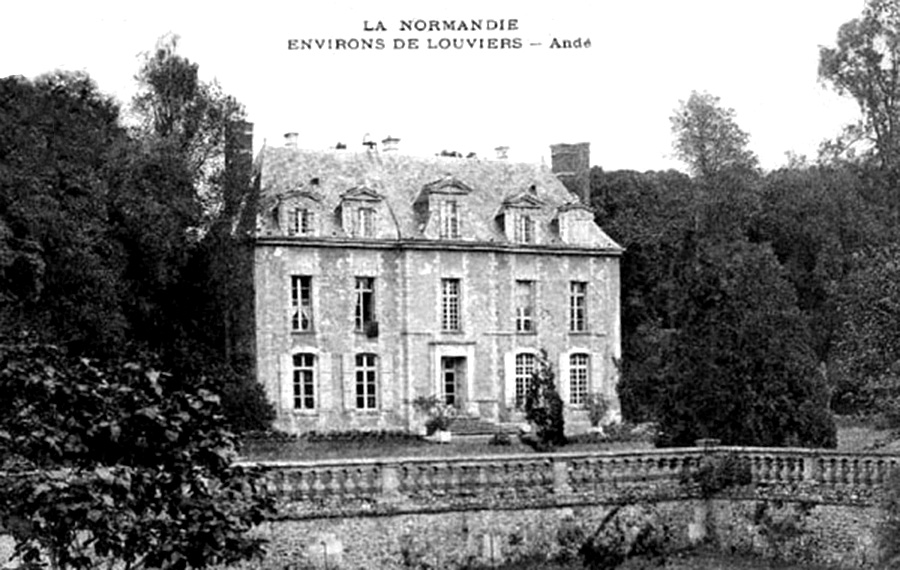
Château d'Andé.

Plusieurs autres édifices sont inscrits à l'inventaire général du patrimoine culturel :
- L'église Notre-Dame (XIIIe, XVIe, XVIIe et XIXe siècles)[26]. Le diocèse catholique d'Évreux en est l'affectataire par l'intermédiaire de la paroisse « Père Laval - Louviers - Boucle de Seine » qui dessert cette église. Seul le soubassement de l'édifice mentionnée en 1207 subsiste. La charpente de la nef est en partie du XVIe siècle. L'ensemble est repris entre 1676 et 1689. Enfin, la sacristie a été ajoutée au XIXe siècle. La pièce maîtresse, une vierge de pierre tenant de la main gauche une grosse grappe de raisin, qui se trouve à l'entrée du chœur, remonte à la fin du XVe siècle ;
- Une croix hosannière (probablement du XVIe siècle). Cette croix se trouve dans le cimetière de l'église Notre-Dame[27] ;
- Un château du XVIIe siècle[28]. L'un des plus vieux seigneurs connus possédant le fief d'Andé est, au début du XIIIe siècle, Roger de Roncherolles[26]. Un manoir existait à cet emplacement au XVIe siècle. Il a été remplacé par le château actuel, dans la deuxième moitié du XVIIe siècle. Les bâtiments de la ferme ont peut-être été reconstruits à cette même époque.

La terre d'Andé était au XVIIe siècle la possession de Pierre Romé, puis de la famille de Roncherolles. Elle fut acquise, en 1731, par Jacques Cocquerel à qui on attribue la construction du château. À la mort de sa veuve, en 1745, le produit de la vente du domaine ne permit pas de couvrir le quart des dettes accumulées.
Le château présente un corps de logis d'époque style Louis XIV qui donne sur une terrasse dominant les herbages de bord de Seine ;
- Un manoir des XVIIe et XVIIIe siècles au lieu-dit le Mesnil[30]. Le logis a été largement repris au XVIIIe siècle. Seule une partie du XVIIe siècle (datation sans certitude) a été conservée. Les autres bâtiments (grange et colombier), qui figurent sur le cadastre de 1823, ont disparu ;
- Une demeure du XXe siècle[31].

L'église Notre-Dame
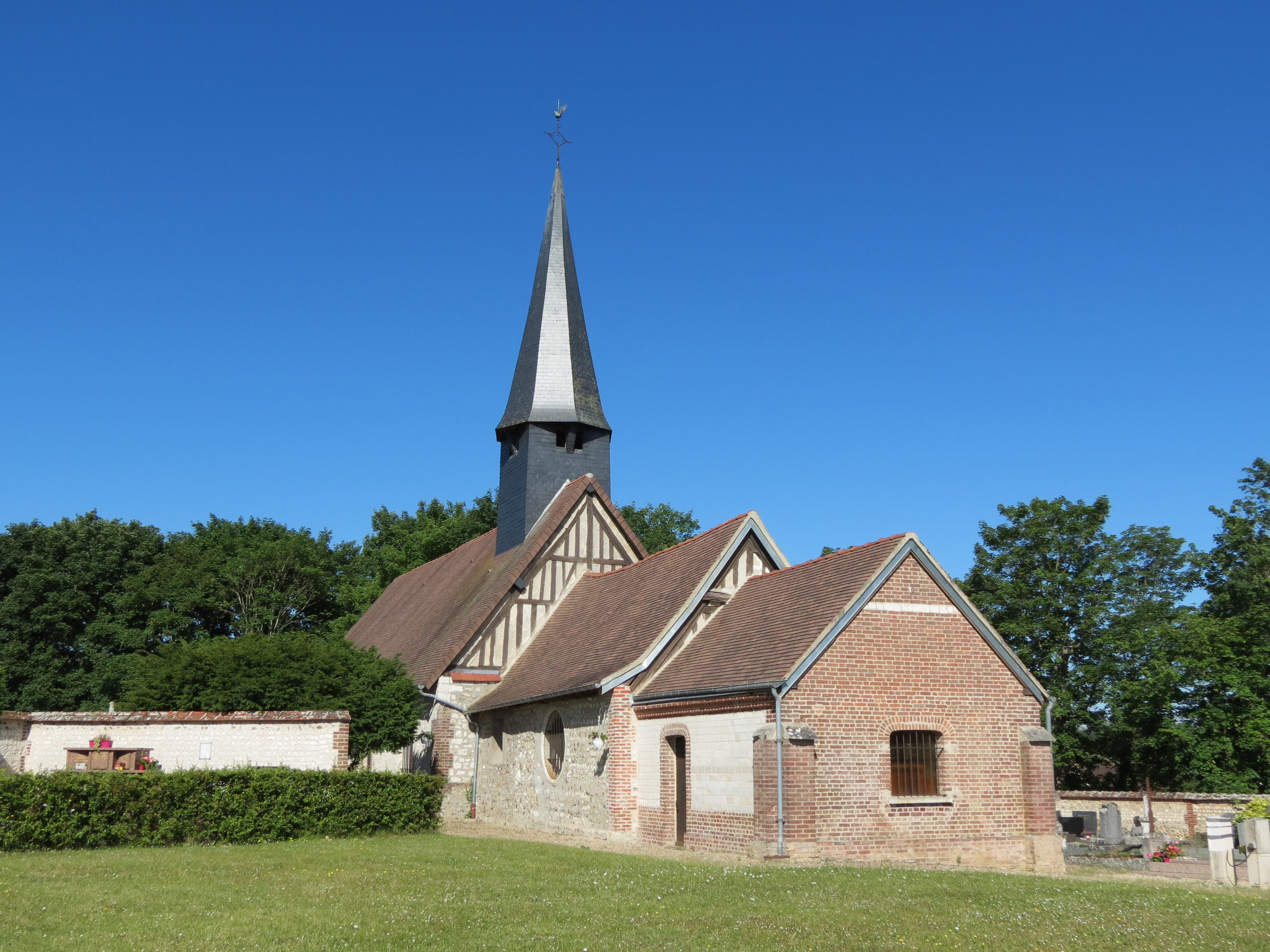
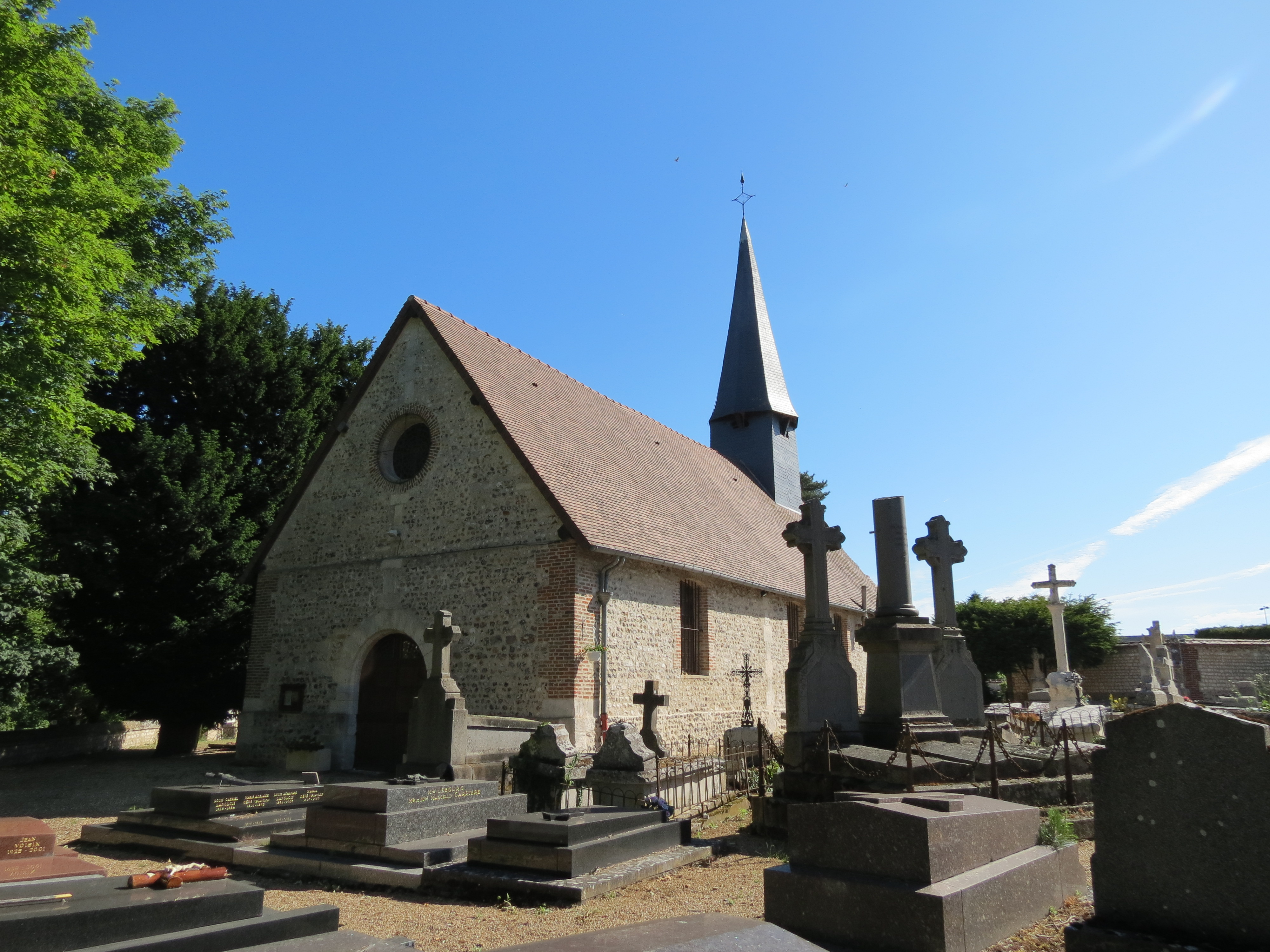
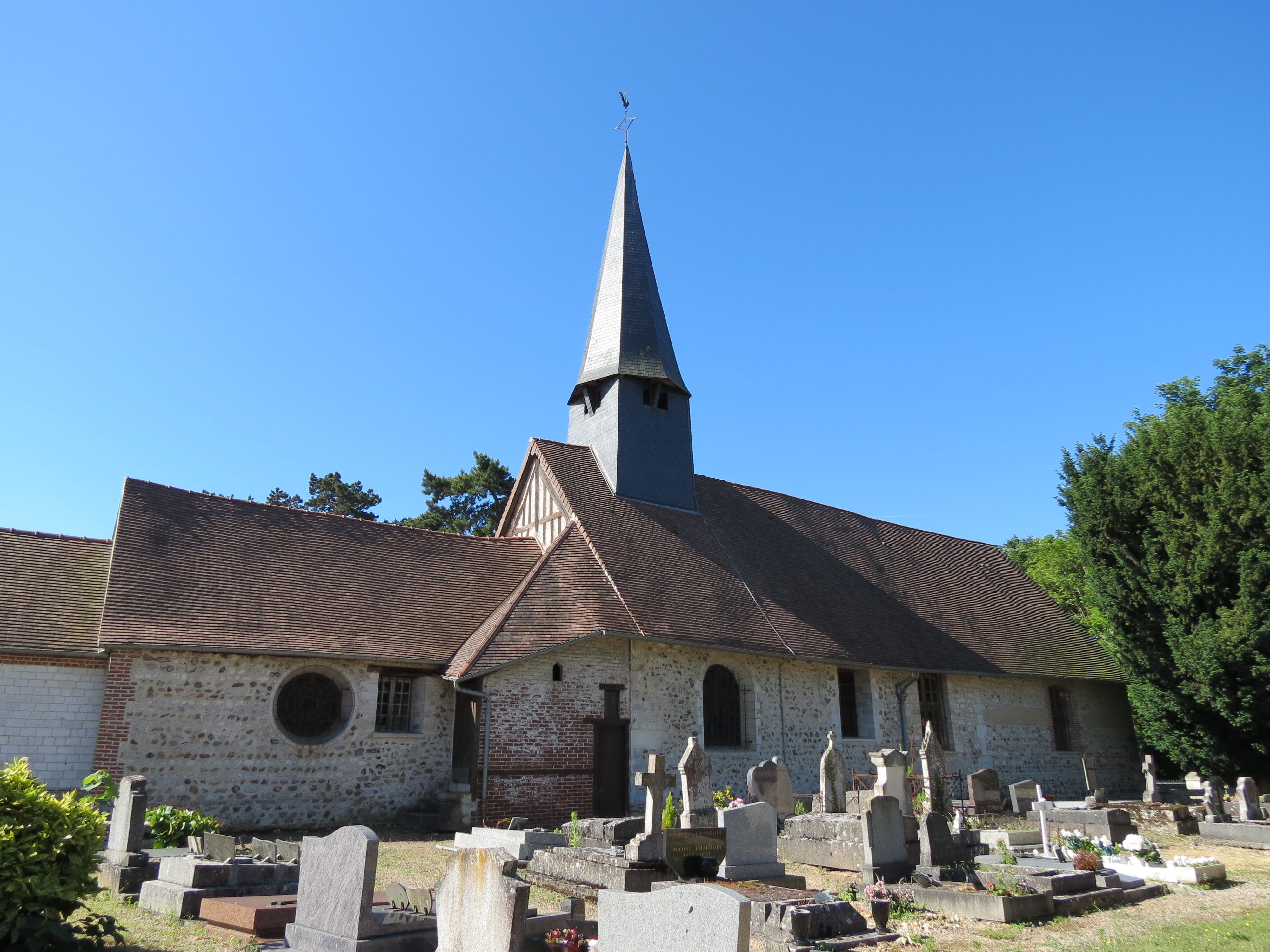

### Patrimoine naturel
- Moulin d'Andé et ses abords, parcelles 197 à 199  Site inscrit (1943)[32].
- Ensemble formé par l'église, le château et ses abords  Site inscrit (1974)[33].
- Les falaises de l'Andelle et de la Seine,  Site inscrit (1981)[34].

### Andé dans les arts
Andé est citée dans le poème d’Aragon, Le Conscrit des cent villages.
Une association culturelle y est fondée par Maurice Pons en 1962 ; Georges Perec y écrira La Disparition en 1965 et François Truffaut y tournera une partie de Jules et Jim.

### Personnalités liées à la commune
- Clara Malraux (1897-1982 à Andé), écrivaine.
- Maurice Pons (1927-2016 à Andé), écrivain[36].

### Héraldique
| Blason de Andé | Blason  | D'or à trois besants de gueules rangés en fasce, surmonté d'un soleil du même et soutenus de trois trangles d'azur engrelées en chef et cannelées en pointe. |
| Blason de Andé | Détails | Le statut officiel du blason reste à déterminer. |